# Casa della Venere in Bikini
Die Casa della Venere in Bikini (Haus der Venus im Bikini) ist ein Wohnhaus in Pompeji (I.11.6), das 1913 und dann von 1952 bis 1953 ausgegraben wurde. Das moderat große Haus erhielt seinen modernen Namen vom Fund einer Statuette der Venus.

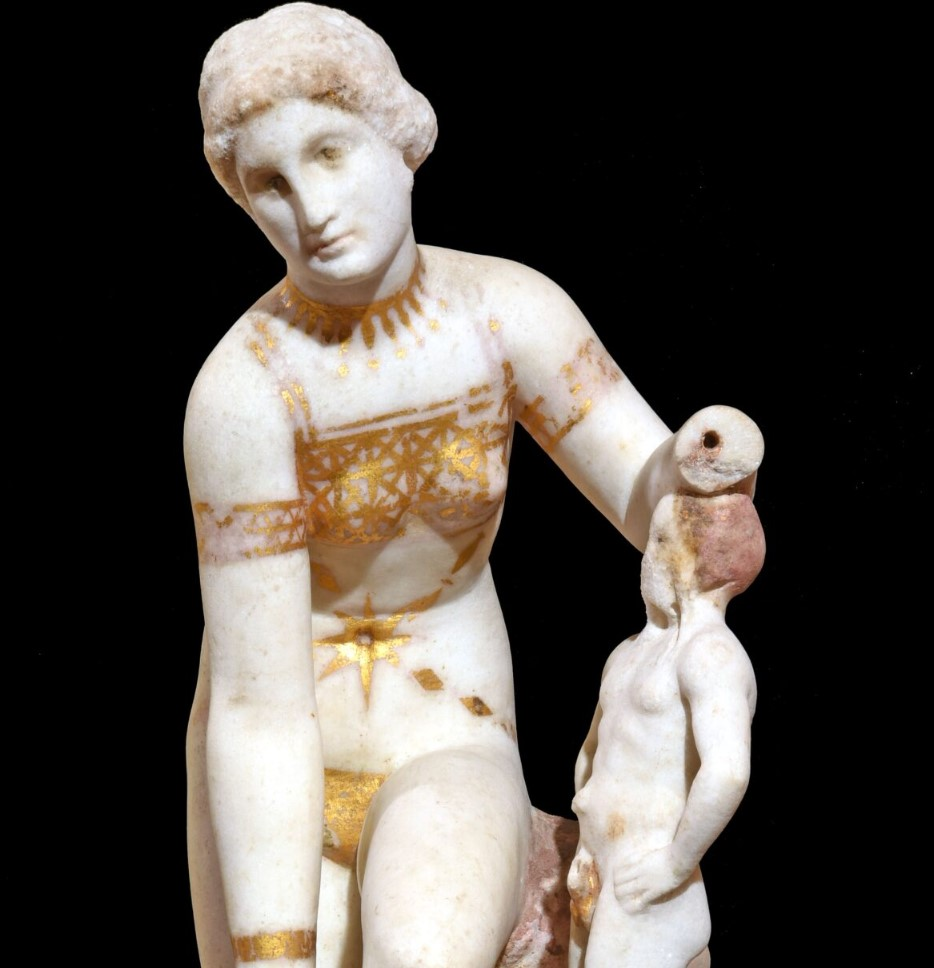
Statuette der Venus

## Beschreibung
Das von der Größe her eher bescheidene Haus besitzt ein Atrium und diverse darum angeordnete Räume. Das Haus ist zum großen Teil modern überdacht. Viele Räume zeigen Wandmalereien im 4. Stil. Die Räume um das Atrium zeigen eher einfache, weißgrundige Malereien im 4. Stil. Etwas aufwendiger ist das gegenüber vom Eingang liegende Tablinum ausgemalt. Hier sieht man große, gelbe Felder auf der Hauptwand. Im oberen Bereich der Wand befinden sich gemalte Architekturen. Ein Wandgemälde zeigt Dionysos. In einem Hof im hinteren Teil des Hauses befinden sich gemalte Gartenlandschaften. Das Triclinium im hinteren Teil des Hauses zeigt wiederum aufwendigere Malereien im 4. Stil mit gelben Feldern und Architekturen im oberen Teil der Wand. Ein Wandgemälde stellt das Urteil des Paris dar. Richardson Jr schreibt diverse Einzelbilder im Haus dem Io-Maler zu. Zu den Funden im Haus gehören goldener Schmuck, die Statuette der Venus, die sich heute im Archäologischen Nationalmuseum Neapel befindet, und eine Statue des Hermaphroditos.

## Galerie

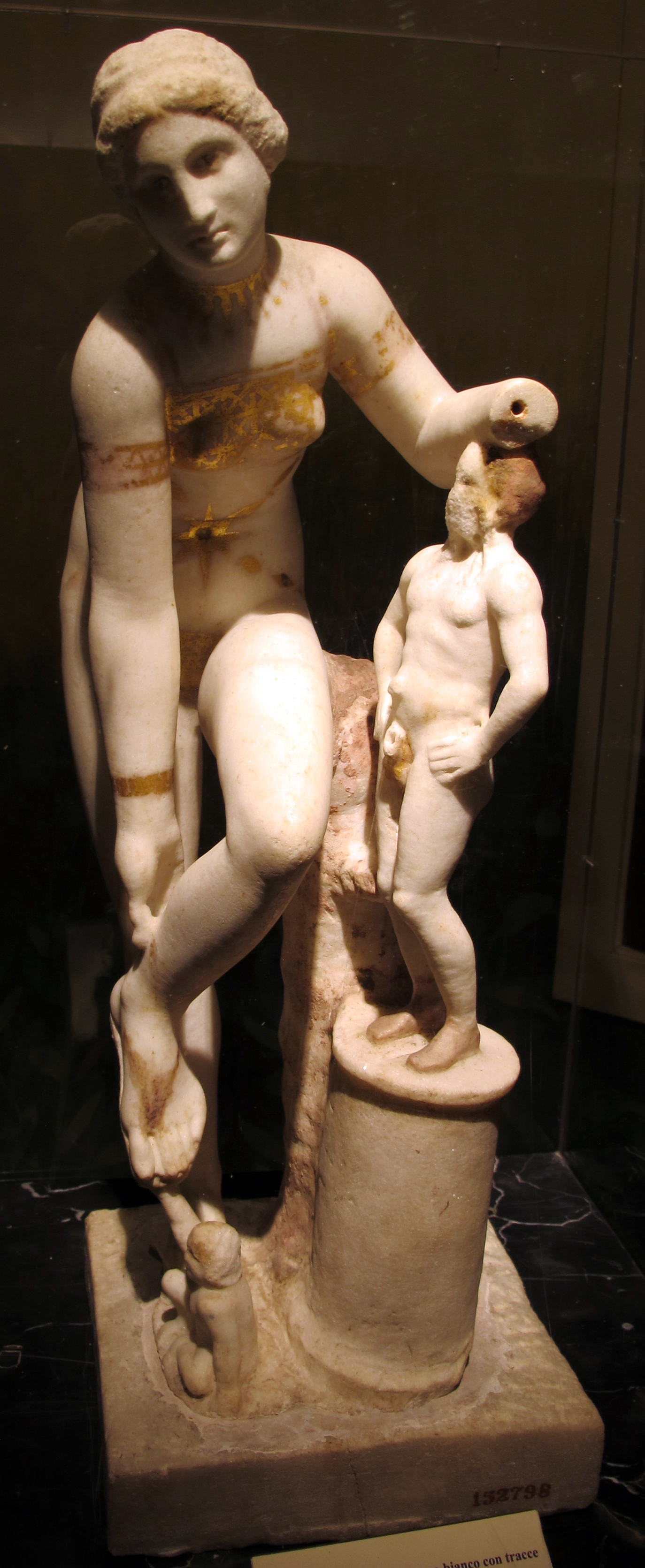
Venusstatuette
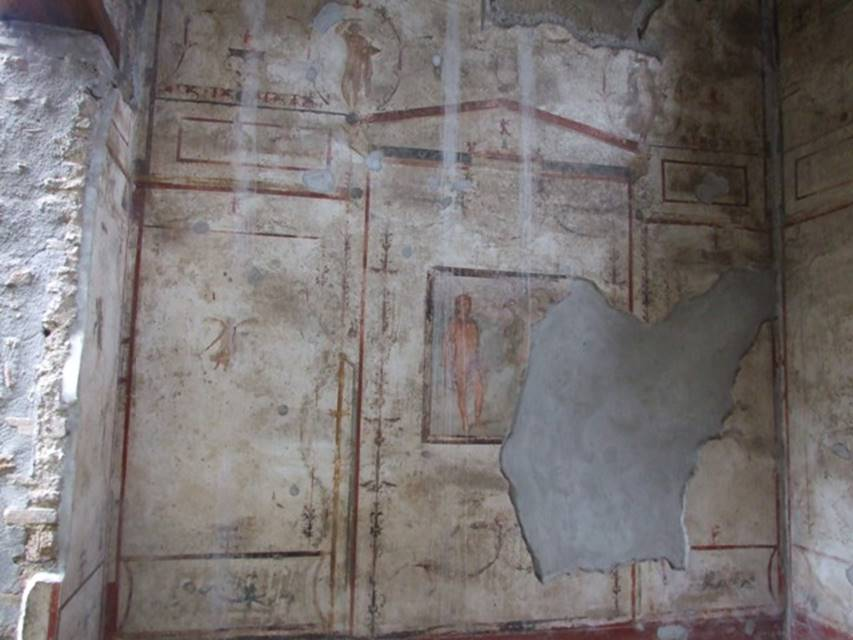
Wandmalerei
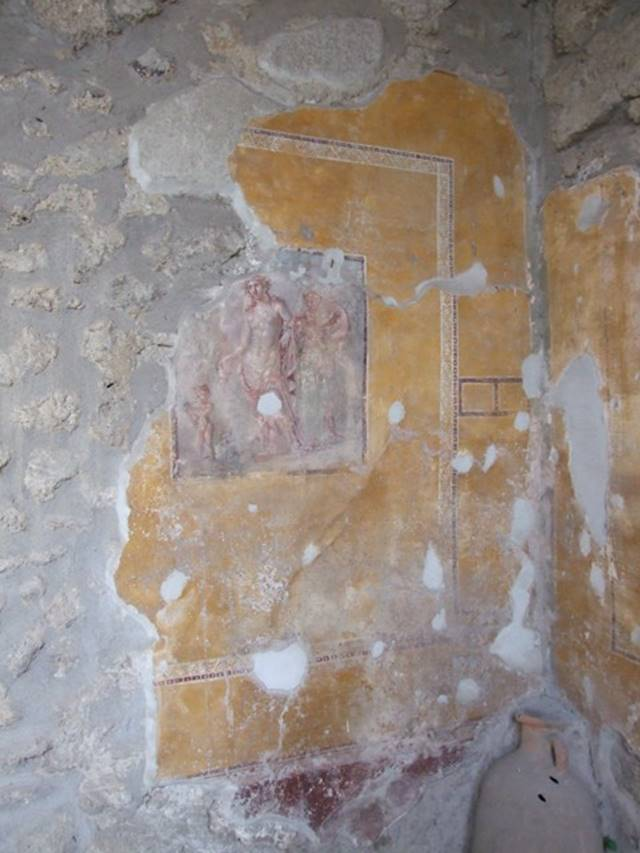
Wandmalerei im Tablinum
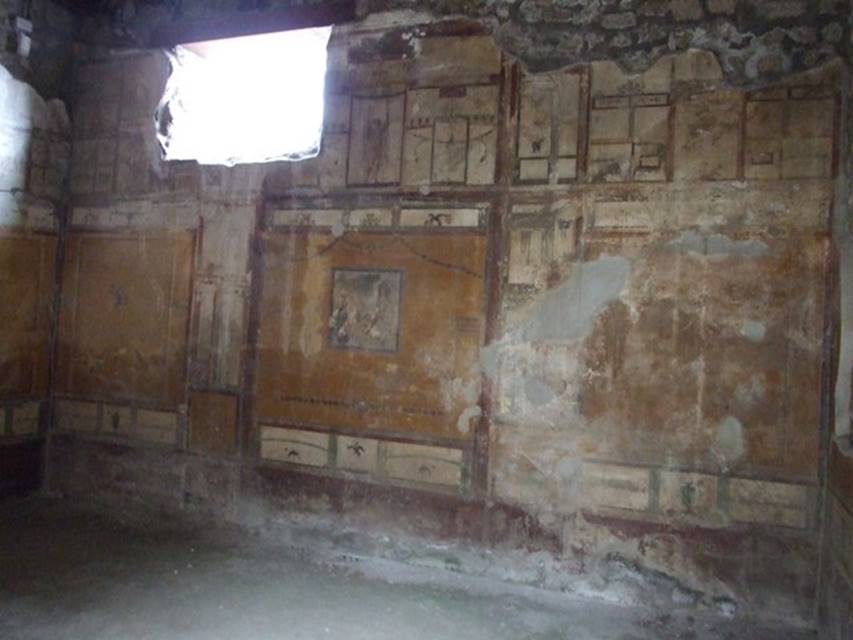
Wandmalerei im Triclinium